# 貞山
貞山（ていざん）は、日本の戦国大名・近世大名である伊達政宗の法名である。正確には貞山禅利大居士の一部である。江戸時代の仙台藩の人々は、初代藩主の実名を直接呼ぶのをはばかり、法名に敬称を付けて貞山公（ていざんこう）と呼ぶことが多かった。政宗にちなんで貞山と名付けられたものがいくつかある。

## 貞山の名をとったもの
人物
- 一龍斎貞山

河川
- 貞山堀・貞山運河

学校
- 宮城県貞山高等学校
- 石巻市立貞山小学校

町・字
- 貞山 (石巻市)
- 貞山通